# Rivière des Prairies (rivière Vermillon)
Pour les articles homonymes, voir Rivière des Prairies (homonymie).
```

```

La rivière Des Prairies est un affluent de la rivière Vermillon, coulant du côté ouest de la rivière Saint-Maurice, dans le territoire de la ville La Tuque, en Mauricie, au Québec, au Canada.
Le cours de la rivière Des Prairies traverse les cantons d’Adams et de Payment. Ce cours d'eau fait partie du bassin versant de la rivière Saint-Maurice laquelle se déverse à Trois-Rivières sur la rive nord du fleuve Saint-Laurent.
L’activité économique du bassin versant de la rivière des Prairies est la foresterie. Le cours de la rivière coule entièrement en zones forestières. La surface de la rivière est généralement gelée du début de décembre jusqu’au début d’avril.

## Géographie
La rivière Des Prairies prend sa source d’un ruisseau de montagne dans le canton d’Adams. Cette source qui est du côté nord d’une montagne dont le sommet atteint 415 km, lac est située à 6,0 km au nord de la confluence de la rivière Des Prairies, à 9,0 km au sud-est de la centrale de Rapide-Blanc et à 36,7 km au nord-ouest du centre-ville de La Tuque.
À partir de sa source, la rivière Des Prairies coule sur 8,4 km, selon les segments suivants :
- 3,4 km vers le sud-est, jusqu’à la décharge du lac Bill (venant de l’est) ;
- 1,0 km vers le sud-ouest, jusqu’à la limite du canton de Payment ;
- 1,6 km vers le sud dans le canton de Payment, jusqu’à la décharge du lac des Prairies (venant du nord-ouest) ;  *2,4 km vers le sud en passant sous le pont ferroviaire du Canadien National en fin de segment, jusqu’à la confluence de la rivière[1].

La rivière Des Prairies se déverse dans le canton de Payment, dans un coude de rivière sur la rive nord de la rivière Vermillon (La Tuque). Cette confluence est située au pied du pont ferroviaire et en haut du barrage Vermillon Deux. Après ce barrage, le courant de la rivière Vermillon traverse la chute de l’Iroquois.
La confluence de la rivière Des Prairies est située à :
- 8,3 km au nord-ouest de la confluence de la rivière Vermillon ;
- 11,9 km au sud-est du lac Tourouvre ;

- 30,6 km au nord-ouest du centre-ville de La Tuque.

## Toponymie
L’origine du toponyme rivière des Prairies est lié au lac des Prairies dont les eaux se déversent sur la rive ouest de la rivière du même nom.
Le toponyme rivière Des Prairies a été officialisé le 5 décembre 1968 à la Commission de toponymie du Québec.